# Thrixspermum saruwatarii
Thrixspermum saruwatarii är en orkidéart som först beskrevs av Bunzo Hayata, och fick sitt nu gällande namn av Rudolf Schlechter. Thrixspermum saruwatarii ingår i släktet Thrixspermum och familjen orkidéer. Inga underarter finns listade i Catalogue of Life.

## Bildgalleri

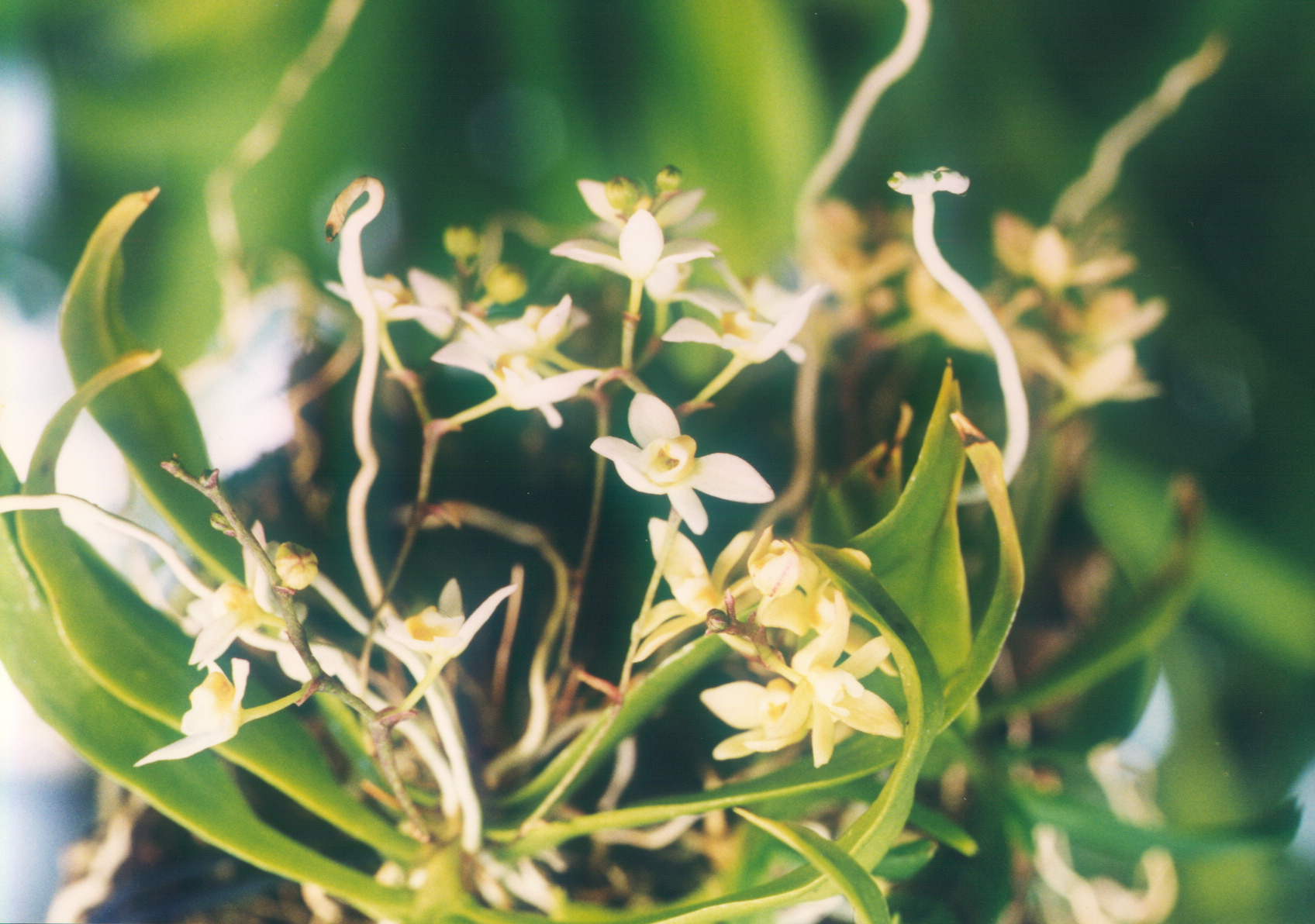
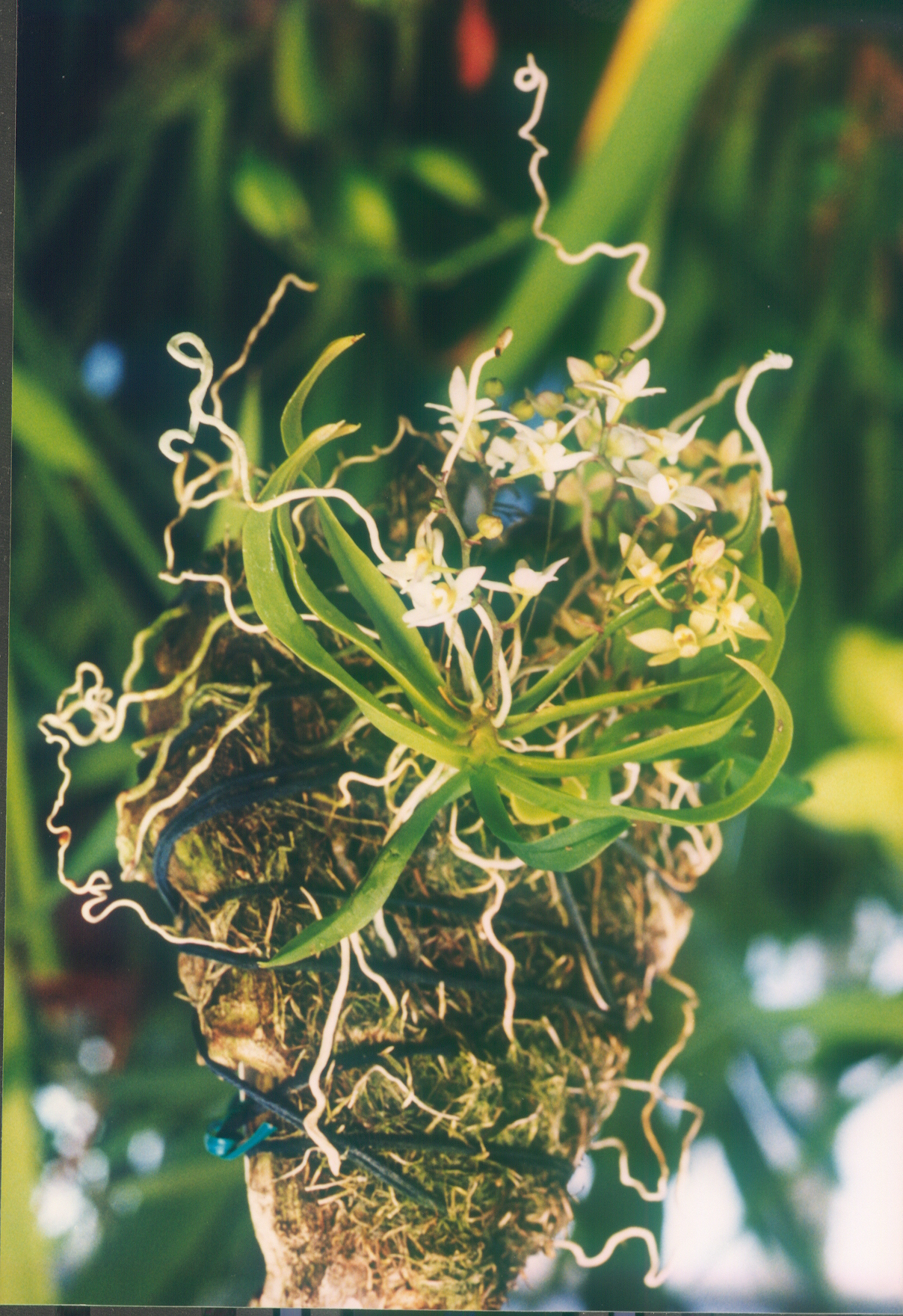
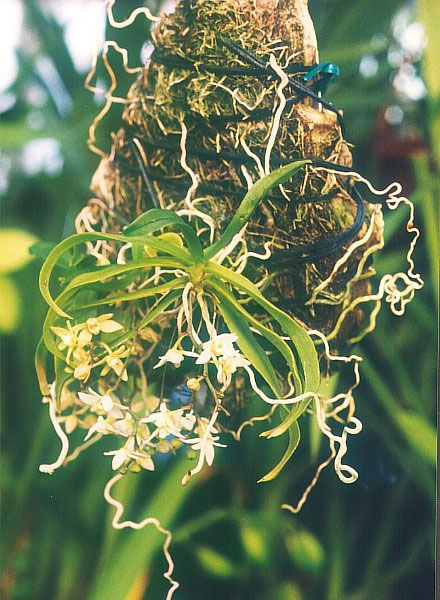